# توبوليف تو-110
توبوليف تو-110 (بالإنجليزية: Tupolev Tu-110)‏ هي طائرة ركاب نفاثة أنتجت في الاتحاد السوفيتي. من صناعة توبوليف. كان أول طيران لها في 11 مارس 1957. صنع منها 4 طائرة.